# 榆树湾煤矿纠纷
榆树湾煤矿纠纷是一起位于陕西省榆林市的煤矿开采纠纷，榆树湾煤矿总储量19亿吨，为属于中国特大型煤矿。

## 原因
2006年10月10日，兖州煤业与正大能源以中外合资公司名义接管榆树湾煤矿。兖州煤业与正大能源以及原先拥有榆树湾煤矿的榆树湾煤矿有限公司签订合资协议。榆树湾煤矿有限公司认为正大能源，兖矿没有实际出资，属于摘桃子圈钱，拒绝交付煤矿。

## 摘录
“兖矿和正大属于那种‘下山摘桃子’的。兖州煤业和正大能源仅以1.5亿元的补偿为条件，就想获取入股榆树湾煤矿81%的股权，这跟抢差不多。”----榆神煤炭公司副总经理李自新在此前接受《21世纪经济报道》记者采访时说。